# Genet Teka
Genet Teka (* 24. Juli 1980) ist eine ehemalige äthiopische Leichtathletin, die sich auf den Langstreckenlauf spezialisiert hat. 2000 wurde sie in Algier Vizeafrikameisterin im 10.000-Meter-Lauf.

## Sportliche Laufbahn
Erste Erfahrungen bei internationalen Meisterschaften sammelte Genet Teka im Jahr 1998, als sie bei den Juniorenweltmeisterschaften in Annecy in 9:33,17 min den neunten Platz im 3000-Meter-Lauf belegte und über 1500 Meter mit 4:36,17 min im Vorlauf ausschied. 2000 gewann sie bei den Afrikameisterschaften in Algier in 34:05,18 min die Silbermedaille im 10.000-Meter-Lauf hinter der Algerierin Souad Aït Salem. In den Folgejahren bestritt sie bis 2014 vereinzelt Wettkämpfe im Straßenlauf, ehe sie ihre aktive Karriere im Alter von 34 Jahren beendete. 

## Persönliche Bestleistungen
- 5000 Meter: 16:01,36 min, 7. August 1999 in Hechtel
- 10.000 Meter: 34:05,18 min, 12. Juli 2000 in Algier
- Marathon: 2:36:57 h, 21. Dezember 2013 in Danzhou